# Clistosaccus paguri
Clistosaccus paguri is een krabbezakjessoort uit de familie van de Clistosaccidae. De wetenschappelijke naam van de soort is voor het eerst geldig gepubliceerd in 1860 door Lilljeborg.